# Coucou Chloé
Chloé Erika Jane Olivié, mieux connue sous le nom de scène Coucou Chloé, aussi stylisé Coucou Chloe, est une productrice, chanteuse et DJ française, résidant à Londres, au Royaume-Uni.

## Biographie
Chloé grandit à Biot, un village du sud de la France. Enfant, elle joue beaucoup du piano, qui lui a été offert par ses grands-parents. Elle déménage à Nice pour étudier l'art contemporain à la Villa Arson, où elle commence à prendre au sérieux la production musicale. Elle quitte l'école avant la fin, et s'installe à Londres, au Royaume-Uni, peu de temps après.
Sa musique expérimentale - caractérisée par « des rythmes austères et squelettiques sur lesquels elle pose souvent sa voix impassible » et des bruits d'animaux samplés - est souvent catégorisée dans la club déconstruite. Elle utilise Logic Pro sur un ordinateur portable, un clavier externe et un microphone. Olivié s'inspire du hip-hop des années 1990, en particulier de Snoop Dogg.
Le nom Coucou Chloé « vient d'une chanson que son jeune frère Leo (dont le nom est tatoué deux fois sur ses doigts) a enregistrée dans une carte pour son anniversaire. Elle a ensuite joué cette chanson lors de soirées, et le nom s'est installé durablement dans la tête de ses amis ». « Coucou » est une façon sympathique de dire « bonjour ».
Coucou Chloé est membre cofondatrice du collectif musical et du label Nuxxe (prononcé « newksie »), aux côtés de Sega Bodega et de Shygirl, avec lesquels elle a collaboré,,. Elle et Sega Bodega produisent de la musique sous le nom de Y1640.
En octobre 2016, Coucou Chloé anime son premier set à la Boiler Room de Berlin. Elle pose aussi pour les campagnes de mode de Burberry et de Vivienne Westwood. Son titre Doom, sorti en 2016, est utilisé par Rihanna pour son défilé Fenty x Puma de la semaine de la mode de New York en 2017,. Underdog est joué lors du défilé de Joseph Altuzarra à Paris en 2017. En 2020, le défilé Savage x Fenty de Rihanna est diffusé pour la première fois sur Amazon Prime, et utilise une nouvelle version de Doom.

## Discographie

### Singles et EP
- 2016 : Halo (Creamcake) (EP)[3]
- 2016 : Erika Jane (Nuxxe) (EP)[10]
- 2022 : Naughty Dog (Nuxxe) (EP)[11]
- 2020 : Drop Ten" (Nuxxe) (single)
- 2020 : Nobody" (Nuxxe) (single)
- 2021 : One (EP auto-distribué)[12]
- 2022 :  1 (EP auto-distribué)
- 2022 :  Wizz (Cobrah Remix) (single auto-distribué)
- 2023 :  Drift (single auto-distribué)
- 2023 :  Pokerface (single auto-distribué)
- 2023 :  Fever Dream (album auto-distribué)[13]

### Sous Y1640
- 2016 : Spit Intent (Nuxxe) (single)
- 2017 : Weep (Nuxxe) (single)

### Collaborations
- 2019 : Campana, avec Dinamarca
- 2021 : Bustdown Entrails, avec Hearteyes et Brodinski
- 2021 : Stupid Love (Coucou Chloe Remix), avec Lady Gaga
- 2022 : Walk Fast, Die Slow avec DJ Topgun
- 2022 : True, avec Housewife 9
- 2022 : It's Just This Thing, avec Zero
- 2022 : Thief in the Night, avec Kelvin Krash
- 2023 : Ice Castles, avec Matt OX